# Weinfest der Mittelmosel
Das Weinfest der Mittelmosel in Bernkastel-Kues ist eine fünftägige Veranstaltung, die immer am Wochenende um den ersten Sonntag im September in Bernkastel-Kues stattfindet. Während dieses Winzerfestes wird die Regentschaft über die Stadt dem Stadtbürgermeister entzogen und auf die Mosella, die Orts-Weinkönigin von Bernkastel-Kues, übertragen. Das Fest zählt jährlich etwa 200.000 Besucher und ist damit das größte Weinfest der gesamten Region.
Im Jahr 2020 wurde das Weinfest aufgrund der COVID-19-Pandemie erstmals seit Jahrzehnten abgesagt.

## Ablauf

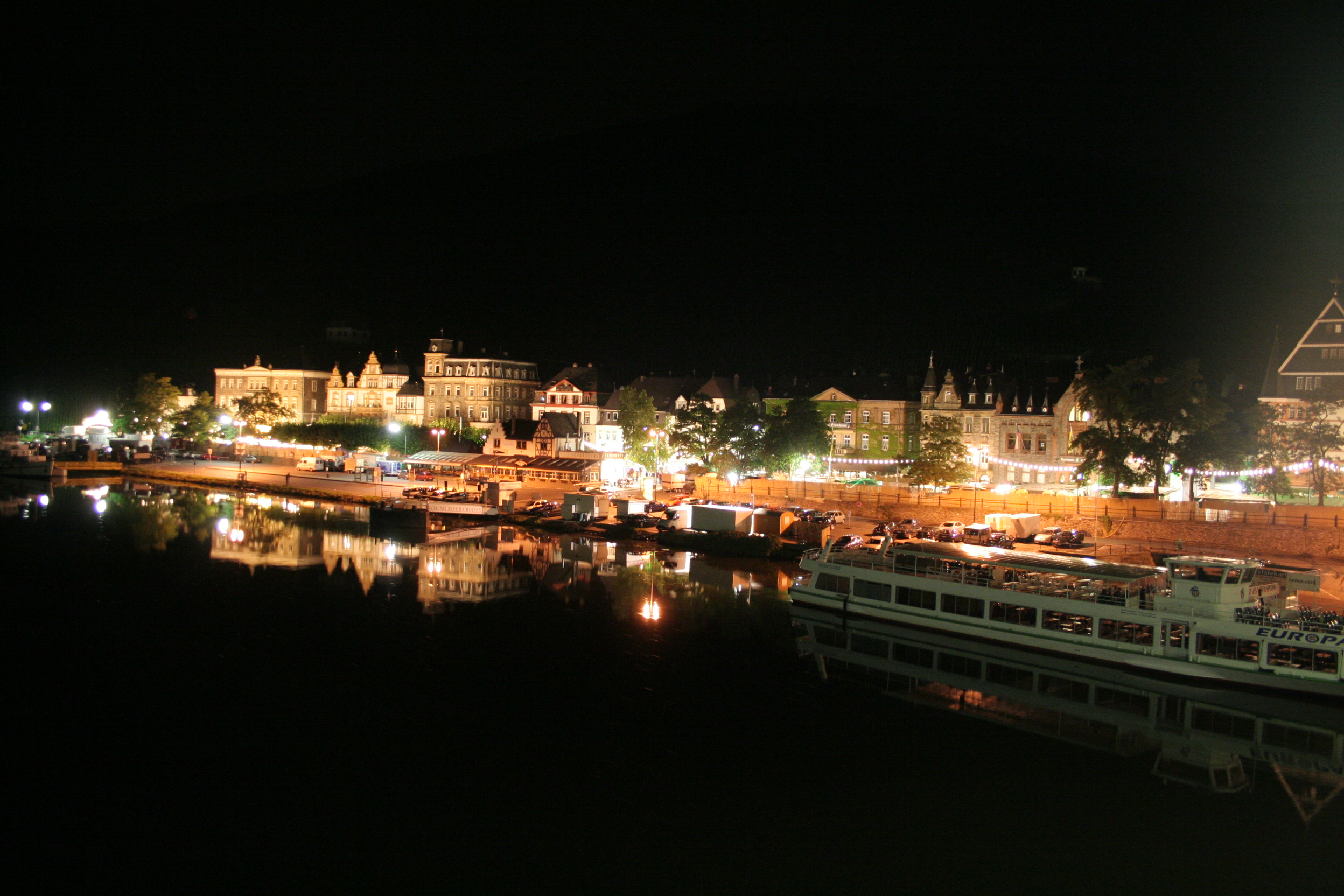
Weinstraßenabschnitt während des Festes

Von Donnerstagabend bis Montag ist der Festabschnitt an der Weinstraße geöffnet, an dem Weindörfer aus der umliegenden Region an der Mittelmosel ihre Stände aufschlagen und Speisen und Getränke anbieten. Der Weinstraßenabschnitt ist hierzu von der Bernkasteler Seite bis zum Ortsausgang in Richtung Graach für den Autoverkehr gesperrt.
Brillant-Feuerwerk, Winzerfestzug, Kunsthandwerkermarkt und weinfrohes Treiben auf der Weinstraße und den Plätzen in der Altstadt sowie der große Vergnügungspark sind die Attraktionen des größten Weinfestes der Moselregion.
Auf der »Weinstraße der Mittelmosel«, am historischen Marktplatz und auf dem »Karlsbader Platz« werden in über 30 Weinständen bekannte Rieslingweine aus Einzellagen wie »Kueser Kardinalsberg«, Bernkasteler Doctor, Wehlener Sonnenuhr, »Mülheimer Sonnenlay«, »Graacher Himmelreich«, »Ürziger Würzgarten« oder »Brauneberger Juffer« präsentiert.
Eröffnet wird das Weinfest donnerstags mit einem Weinprobierabend an allen Weinständen. Seit 2012 findet ebenfalls donnerstags der Moselblümchen-Abend statt. Hierbei erscheinen viele weibliche Besucher in der traditionellen Moseltracht, dem sogenannten Moselblümchen. Männliche Besucher tragen einen Winzerkittel mit rotem Halstuch.
Weitere Höhepunkte sind samstags das Brillant-Feuerwerk von der Burg Landshut und dem Bernkasteler Moselufer sowie der sonntags stattfindende farbenprächtige Winzerfestzug mit ca. 100 Gruppen aus dem In- und Ausland.
Top-Musikdarbietungen werden am Marktplatz und Karlsbader Platz geboten.
Der Rummelplatz auf der Kueser Seite auf dem Moselparkplatz wird freitags mittags eröffnet und schließt am darauffolgenden Dienstag.
Auf den Plätzen der Stadt spielen während der gesamten Veranstaltung verschiedene Musikgruppen.